# せんげん台駅
せんげん台駅（せんげんだいえき）は、埼玉県越谷市千間台東一丁目にある、東武鉄道伊勢崎線の駅である。「東武スカイツリーライン」の愛称区間に含まれている。駅番号はTS 24。

## 年表
- 1967年（昭和42年）4月15日：開設。
- 1998年（平成10年）
  - 3月26日：東口とコンコース間にエスカレーター新設[2]。
  - 7月12日：西口とコンコース間にエスカレーター新設[2]。
  - 7月28日：ホームとコンコース間にエスカレーター新設[2]。
- 2009年（平成21年）3月31日：東口とコンコース間にエレベーター新設。
- 2010年（平成22年）
  - 3月26日：ホームとコンコース間にエレベーター新設。
  - 12月20日：発車メロディ導入。
- 2012年（平成24年）3月17日：TS 24の駅ナンバリング導入。
- 2013年（平成25年）
  - 2月28日：西口とコンコース間にエレベーター新設。
  - 3月16日：ダイヤ改正に伴い、日中の区間準急が廃止された。日中は東京メトロ日比谷線と半蔵門線・東急田園都市線直通列車のみの運行となり、浅草駅発着列車は朝と夜の時間帯のみの運行となった[3]。
- 2017年（平成29年）4月21日：下り特急「スカイツリーライナー」と平日運行特急「アーバンパークライナー」停車開始[4]。
- 2020年（令和2年）6月6日：ダイヤ改正に伴い、THライナー停車駅となる。
- 2021年（令和3年）10月15日：この日限りで定期券売り場営業終了[5]。

## 駅構造
島式ホーム2面4線を有する待避可能な地上駅。内側2線が主本線、外側が待避線であり、1・2番ホームが上り、3・4番ホームが下りとなっている。橋上駅舎を有しており、当該橋上駅舎は開設時からのものを使用している。西口は駅ビル「トスカ」と直結している。
2010年（平成22年）12月20日より、発車メロディが導入された。

### のりば
| 番線 | 路線                   | 方向 | 行先 |
| ---- | ---------------------- | ---- | --- |
| 1・2 | 東武スカイツリーライン | 上り | 新越谷・北千住・とうきょうスカイツリー・浅草・ 日比谷線 中目黒・ 半蔵門線 渋谷・ 東急田園都市線 中央林間方面 |
| 3・4 | 東武スカイツリーライン | 下り | 春日部・東武動物公園・ 伊勢崎線 久喜・ 日光線 南栗橋・ 東武アーバンパークライン 大宮・野田市方面             |

- 上記の路線名は旅客案内上の名称（「東武スカイツリーライン」は愛称）で表記している。
- 当駅で準急・区間準急・普通が急行・区間急行を待避する場合が多い[6][7]。現行ダイヤでは2本連続待避するケースが見られ[7][8]、特急と合わせて3本連続待避する列車もある。また、過去には急行と区間急行が特急を待避することもあった。

  - 当初、準急（現行ダイヤの区間急行）を隣の大袋駅に停車させる予定で、同駅には上下待避線が設けられていた。しかし実現には至らなかったが、バブル景気前の宅地開発により、駅周辺は商店街とマンション街に様変わりした。
  - 春日部市側でも武里駅について、当時としては巨大な団地である武里団地造成を背景に、準急（現行ダイヤの区間急行）停車を求める議員の動きや住民運動などが起きており、当駅の開設が決まるまでは停車駅争奪戦になりかねない様相でもあった。
- トイレは改札階に設置されている。2000年（平成12年）頃までは各ホーム階段下に設置されていた。
- 日比谷線直通では、2020年（令和2年）6月6日に有料座席指定列車「THライナー」が運行開始し、当駅も停車駅となる。なお当駅では朝の恵比寿行が乗車のみ、夕方以降の久喜行は降車のみとなっている[9]。

### バリアフリー対応
- 自動券売機：点字対応・車椅子未対応
- 駅入口：改札口連絡状況
  - 車椅子対応エスカレーター（東口のみ）
- 改札口：ホーム連絡状況
  - 車椅子対応エスカレーター
  - エレベーター

## 利用状況
2024年度（令和6年度）の1日平均乗降人員は51,014人である。
各年の1日平均乗降・乗車人員の推移は以下の通り｡

### 昭和
| 年度               | 1日平均 乗降人員 | 1日平均 乗車人員 |
| ------------------ | ---------------- | ---------------- |
| 1967年（昭和42年） |                  | 3,978            |
| 1968年（昭和43年） |                  | 5,356            |
| 1969年（昭和44年） |                  | 5,900            |
| 1970年（昭和45年） | 13,542           | 6,771            |
| 1971年（昭和46年） |                  | 7,670            |
| 1972年（昭和47年） |                  | 9,315            |
| 1973年（昭和48年） |                  | 9,650            |
| 1974年（昭和49年） |                  | 10,284           |
| 1975年（昭和50年） | 21,782           | 10,891           |
| 1976年（昭和51年） |                  | 11,481           |
| 1977年（昭和52年） |                  | 12,963           |
| 1978年（昭和53年） |                  | 14,227           |
| 1979年（昭和54年） |                  | 15,859           |
| 1980年（昭和55年） | 34,353           | 17,176           |
| 1981年（昭和56年） |                  | 18,465           |
| 1982年（昭和57年） |                  | 19,523           |
| 1983年（昭和58年） |                  | 21,246           |
| 1984年（昭和59年） |                  | 23,159           |
| 1985年（昭和60年） | 49,230           | 24,615           |
| 1986年（昭和61年） |                  | 26,870           |
| 1987年（昭和62年） |                  | 28,656           |
| 1988年（昭和63年） |                  | 30,495           |

### 平成
| 年度               | 1日平均 乗降人員 | 1日平均 乗車人員 |
| ------------------ | ---------------- | ---------------- |
| 1989年（平成元年） |                  | 31,209           |
| 1990年（平成02年） | 65,402           | 32,408           |
| 1991年（平成03年） |                  | 33,204           |
| 1992年（平成04年） |                  | 33,723           |
| 1993年（平成05年） |                  | 33,860           |
| 1994年（平成06年） |                  | 33,665           |
| 1995年（平成07年） |                  | 33,724           |
| 1996年（平成08年） |                  | 33,249           |
| 1997年（平成09年） |                  | 32,668           |
| 1998年（平成10年） | 62,758           | 32,361           |
| 1999年（平成11年） | 62,195           | 32,081           |
| 2000年（平成12年） | 62,176           | 32,056           |
| 2001年（平成13年） | 62,877           | 31,787           |
| 2002年（平成14年） | 62,140           | 31,377           |
| 2003年（平成15年） | 61,724           | 31,153           |
| 2004年（平成16年） | 61,406           | 31,003           |
| 2005年（平成17年） | 61,401           | 31,008           |
| 2006年（平成18年） | 61,641           | 31,115           |
| 2007年（平成19年） | 62,320           | 31,487           |
| 2008年（平成20年） | 62,373           | 31,425           |
| 2009年（平成21年） | 61,261           | 30,282           |
| 2010年（平成22年） | 60,497           | 30,398           |
| 2011年（平成23年） | 60,318           | 30,084           |
| 2012年（平成24年） | 60,821           | 30,324           |
| 2013年（平成25年） | 61,520           | 30,662           |
| 2014年（平成26年） | 60,103           | 29,982           |
| 2015年（平成27年） | 60,147           | 30,013           |
| 2016年（平成28年） | 59,754           | 29,937           |
| 2017年（平成29年） | 59,513           | 29,793           |
| 2018年（平成30年） | 58,651           | 29,349           |

### 令和
| 年度               | 1日平均 乗降人員 | 1日平均 乗車人員 | 出典       |
| ------------------ | ---------------- | ---------------- | ---------- |
| 2019年（令和元年） | 57,414           | 28,720           | [ 東武 3 ] |
| 2020年（令和02年） | 42,937           | 21,476           | [ 東武 4 ] |
| 2021年（令和03年） | 45,764           | 22,890           | [ 東武 5 ] |
| 2022年（令和04年） | 49,089           | 24,568           | [ 東武 6 ] |
| 2023年（令和05年） | 50,516           | 25,288           | [ 東武 7 ] |
| 2024年（令和06年） | 51,014           | 25,521           | [ 東武 1 ] |

### 増大する乗降人員と放置自転車
当駅周辺の放置自転車の台数は、1985年（昭和60年）10月 - 11月の調査で5,019台を記録し、日本一放置自転車が多い駅となった。特に、駐輪場の整備が不十分であった東口の放置自転車は3,490台にもなった。武里団地への玄関口となる西口は2,000台が収容出来る市営駐輪場が設けられていたものの、土地区画整理事業によって住宅やマンションが急ピッチで建設され、それに伴う地区人口や乗降人員の増加に耐えられず、自転車を収容し切れていない状況が続いていた。準急停車駅であり、駅勢圏が広かったことも放置自転車増加に拍車を掛けた。
増大する放置自転車を受けて、1987年（昭和62年）6月にせんげん台駅東口が放置自転車整理区域に指定され、駐輪場の整備や自治会等による駐輪場の誘導を行ったことにより、放置自転車の台数は減少した。

## 駅周辺
- 武里団地[18]（都市再生機構）
- せんげん台パークタウン（都市再生機構）
- 国道4号
- 東武せんげん台変電所

### 公共施設
- 越谷市立児童館コスモス
- 桜井交流館
- 桜井地区センター・公民館「あすぱる」
- 千間台記念会館

### 医療機関
- 慶和病院
- 順天堂大学医学部附属順天堂越谷病院
- 東都春日部病院

### 学校
- 越谷市立桜井小学校
- 越谷市立新方小学校
- 越谷市立大袋北小学校
- 越谷市立弥栄小学校
- 越谷市立千間台小学校
- 越谷市立千間台中学校
- 越谷市立北中学校
- 埼玉県立越谷北高等学校
- 獨協埼玉中学校・高等学校
- 埼玉県立越谷特別支援学校
- 埼玉県立大学

### 店舗

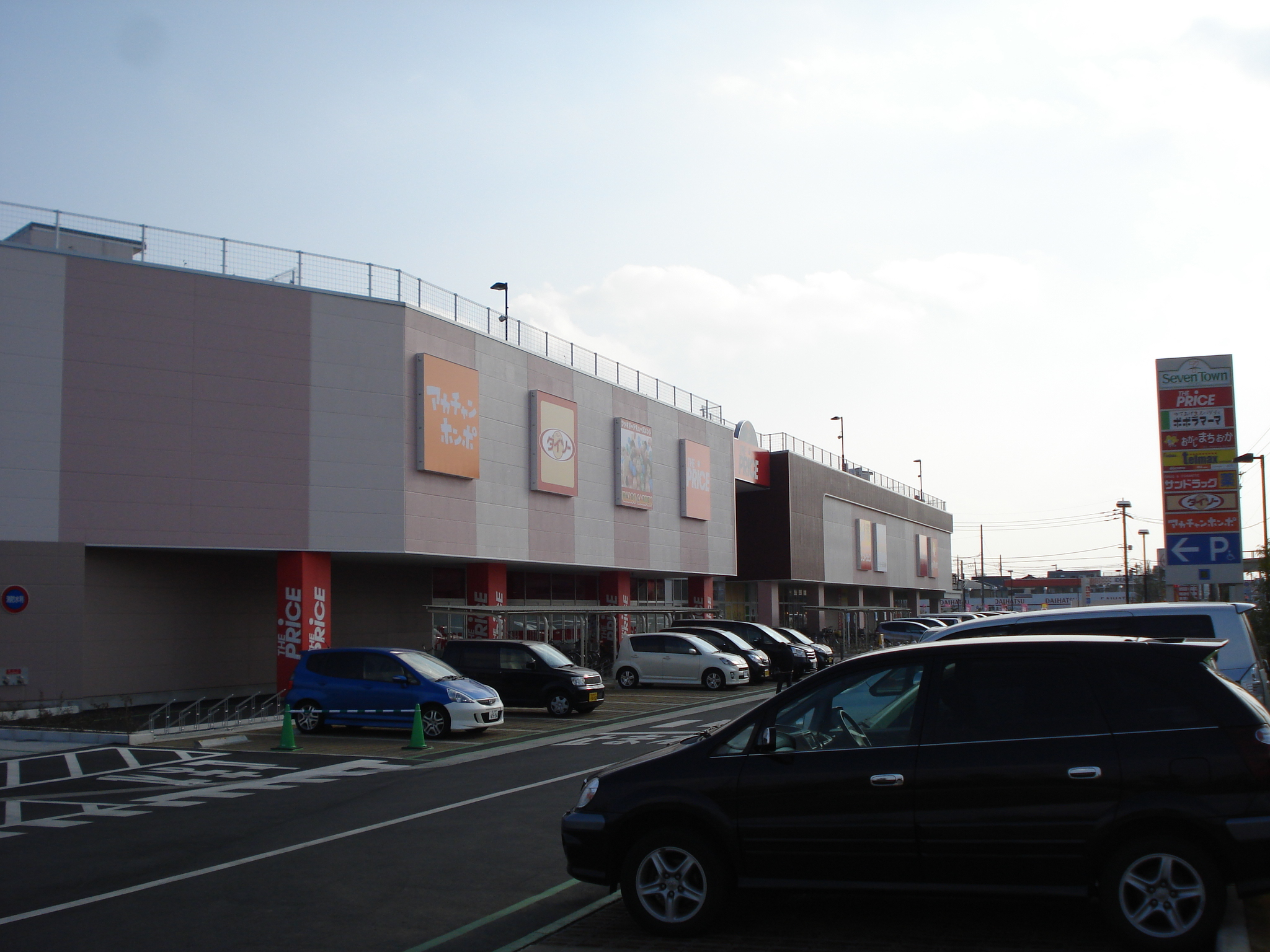
セブンタウンせんげん台（2009年12月）

- せんげん台トスカ（駅ビル）[1]
- イオンスタイルせんげん台
- Can★Do せんげん台駅前店
- ビッグエー越谷千間台西店
- スーパーバリュー春日部武里店
- セキチューせんげん台西店
- コスモス薬品せんげん台店
- 業務スーパーせんげん台店
- ジャパンミート越谷店
- セブンタウンせんげん台
  - ヨークフーズ せんげん台店
  - ダイソーセブンタウンせんげん台店
- 千間堀商店街
- せんげん台西口商店街

### 郵便局
- 越谷千間台東郵便局
- 越谷千間台西郵便局

### 金融機関
- 埼玉りそな銀行せんげん台支店
- 栃木銀行せんげん台支店
- 川口信用金庫せんげん台支店

## 路線バス

### 東口
| 乗り場 | 系統 | 行先                 | 運行会社 |
| ------ | ---- | -------------------- | -------- |
| 1      | SG51 | 大正大学入口         | 茨急バス |
| 1      | SG52 | まつぶし緑の丘公園   | 茨急バス |
| 2      | SG61 | 老人福祉センター     | 茨急バス |
| 3      | SG71 | せんげん台駅（循環） | 茨急バス |
| 3      | SG72 | 松伏町役場           | 茨急バス |
| 3      | SG73 | まつぶし緑の丘公園   | 茨急バス |

ジャパンタローズ（タローズバス）の越谷市立病院方面、松伏町方面、上間久里循環は2018年（平成30年）7月1日付で休止。

### 西口
| 乗り場 | 系統     | 行先                     | 運行会社 | 備考           |
| ------ | -------- | ------------------------ | -------- | -------------- |
| 1      | SG11     | 武里駅西口               | 朝日バス |                |
| 1      | SG12     | ウイングハット春日部     | 朝日バス |                |
| 1      | SG13     | みどり住宅               | 朝日バス |                |
| 2      | SG21     | 大袋駅西口               | 朝日バス |                |
| 2      | SG22     | 大袋分署前               | 朝日バス |                |
| 2      | SG23     | せんげん台駅西口（循環） | 朝日バス |                |
| 3      | （直行） | 獨協埼玉中高             | 朝日バス |                |
| 3      | （直行） | しらこばと水上公園       | 朝日バス | 開園日のみ運行 |
| 3      | SG32     | 第四公園                 | 朝日バス | 1日1本のみ運行 |
| 4      | SG41     | 埼玉県立大学             | 朝日バス |                |

## 駅名の由来
当駅の北側を流れる一級河川・新方川（にいがたがわ）の古称・俗称である「千間堀」（せんげんぼり）に由来する。但し、地名は「千間台」と漢字表記であるのに対して、駅名は「せんげん台」と台以外はひらがな表記である。

## 隣の駅
東武鉄道
 東武スカイツリーライン
- ■特急「スカイツリーライナー」（下りのみ）・□THライナー停車駅（久喜行は降車のみ、恵比寿行は乗車のみ）

■急行・■区間急行
越谷駅 (TS 21) - せんげん台駅 (TS 24) - 春日部駅 (TS 27)
■準急・■区間準急・■普通
大袋駅 (TS 23) - せんげん台駅 (TS 24) - 武里駅 (TS 25)
※当駅から下り特急「スカイツリーライナー」に乗車する場合、乗車券のみで利用可能。